# A Wonder Story - Il libro di Julian
A Wonder Story - Il libro di Julian è un romanzo di Raquel Jamillo pubblicato nel 2015 sotto lo pseudonimo di R.J. Palacio e uscito in Italia l'anno seguente. Il racconto segue le vicende di Julian, ragazzo trascurato dai genitori, e i suoi problemi durante la prima media. È il primo spin-off del romanzo Wonder.

## Trama
Julian è un normale bambino di undici anni con molti amici e che frequenta la Beecher Prep. La sua vita cambia quando nella sua scuola arriva August Pullman, ragazzino affetto dalla sindrome di Treacher-Collins. Julian terrorizzato dal suo volto, ricomincia ad avere gli incubi notturni che lo perseguitavano da bambino. Mentre la madre comincia a lamentarsi perché secondo lei le famiglie dovevano essere avvertire di questa "nuova presenza", Julian decide di scrivere dei “biglietti dispregiativi” ad Auggie e a Jack Will, suo ex amico. Il preside viene a sapere della faccenda dei bigliettini e, dopo un lungo colloquio, decide di dare al ragazzo due settimane di sospensione (che gli faranno anche saltare la gita scolastica). A questo gesto i genitori di Julian decidono di fargli cambiare scuola. Più avanti, durante l'estate, Julian si trasferisce a Parigi dalla nonna, che un pomeriggio gli racconta la storia di com'è riuscita a scappare dai tedeschi durante la seconda guerra mondiale grazie ad un ragazzo di nome Julian che aveva anche lui una deformità alle gambe. Allora il ragazzo capisce di essere stato diffidente con Auggie e con l'aiuto del sig. Browne (il loro prof. di lettere) decide di scrivergli una lettera di scuse. Infine Julian torna a New York poco prima dell'inizio della nuova scuola, dove riceve un messaggio di ringraziamento da Auggie.

## Personaggi
- Julian: Julian‌ ‌ha‌ ‌i‌ ‌capelli‌ ‌neri‌ ‌pettinati‌ ‌in‌ ‌avanti ‌con‌ ‌una‌ ‌frangia.‌ ‌È‌ ‌molto‌ ‌popolare‌ ‌a‌ ‌scuola,‌ ‌va‌ ‌molto‌ ‌bene‌ ‌soprattutto‌ ‌in‌ ‌lettere‌,‌ spiritoso e ‌brillante‌.‌ ‌Viene‌ ‌da‌ ‌una‌ ‌famiglia‌ ‌benestante‌ ‌e‌ ‌molto‌ ‌protettiva‌ ‌che‌ ‌lo‌ ‌ha‌ ‌sempre‌ ‌messo‌ ‌al‌ ‌centro‌ ‌dell’attenzione.‌
- Mamma di Julian (Melissa)
- Julian "Jules": papà di Julian
- Nonna di Julian (Sara)
- Julian: fidanzato della nonna di Julian durante la seconda guerra mondiale. A lui sono dedicati i nomi del figlio e del nipote della nonna di Julian
- August "Auggie" Pullman:,ha 11 anni e soffre di disostosi mandibolo-facciale. Ha una sorella di nome Via. È appassionato di Guerre Stellari e i suoi migliori amici sono Jack e Summer. Dopo il campeggio farà amicizia con Amos, Miles ed Henry
- Jack Will: è il migliore amico di August e lo diventa perché il preside della scuola, il signor Kiap, gli chiede di essere gentile con lui. Con il tempo si abitua al suo aspetto e diventa il suo migliore amico
- Summer Dawson: è una ragazza che diventa molto amica di August dopo che è stata l'unica a volersi sedere con lui in mensa il primo giorno di scuola
- Charlotte Cody: una ragazza molto intelligente alla quale il signor Kiap ha chiesto di essere gentile con August. È innamorata di Jack
- Amos, Miles ed Henry: sono degli amici di Jack che diventano amici anche di August dopo il campeggio
- Signor Kiap: è il preside della scuola, ha accolto August alla Beecher Preep e verso di lui ha una particolare stima. Per facilitare il suo inserimento chiede a Jack, Julian e Charlotte di essere amichevoli nei suoi confronti e di mostrargli la scuola.

## Adattamenti
Nel 2024 è stato distribuito il film Wonder: White Bird, adattamento del romanzo e spin - off del film Wonder con Helen Mirren come protagonista. 